# Laka strojnica
Laka strojnica, puškomitraljez ili strojopuška ponekad i puškostrojnica je strojnica dizajnirana za upotrebu samo jedne osobe, s ili bez pomoćnika/asistenta (koji nosi streljivo, dodatke ili pomaže puniti traku s metcima). Lake strojnice su najčešće korištene kao automatsko oružje za pješačku potporu jedne vojne postrojbe. Osnovno je automatsko oružje streljačkog odjela i glavni nositelj streljačke vatre kada se gađaju živi ciljevi i vatrena sredstva na daljinama 400 do 800 m. Puni se iz bubanjskog spremnika, pojasa ili spremnika s torbicom, kada su najčešće namješteni za gađanje s postolja. Prvi puta se pojavljuje u Danskoj 1902., a upotrijebljen je u Rusko-japanskom ratu 1904.

Puškostrojnice pucaju rafalno često, što stvara potrebu da se cijev zamjenjuje redovno nakon dugog rafalnog ispaljivanja da se cijev ne otopi u oružju ili da metak eksplodira u strojnici.

## Karakteristike
- Rafalna paljba
- Brzo repetiranje metaka
- Velikokalibarska, velikodometna ručna strojnica
- Pojas metaka ili velikokapacitetski spremnik municije za dugu rafalnu paljbu
- Koristi nožice ili tripod postavu, da strojničar može precizno gađati i ciljati tijekom rafala
- Promjenjiva cijev radi pregrijavanja
- Strojničar i pomoćnik surađuju da pucaju i pune strojnicu spremnicima ili pojasima.

## Uporaba
Strojničar se postavi na čvrsto ili polegne na zemlju i postavi puškostrojnicu na dvije nožice (bipod) ili montira cijelu pušku na tripod postolje. Jedan pomoćnik mu pomaže s punjenjem pojasa municije ili spremnika, ili nosi kutije pojasa metaka.
Kada isprazni pojas ili spremnik, pomoćnik mu doda i pomaže puniti novi pojas ili spremnik, tako da što prije može opet pucati na metu. Pomoćnik nosi jednu ili više dodatnih cijevi za strojničara, u slučaju da strojničar pregrije svoje oružje, za smjeniti pregrijanu cijev. Ako puškostrojnica se montira na tripod, onda bi pomoćnik pomogao nositi dijelove za montiranje i tripod, i postavio bi ga na mjesto gdje strojničar zatreba ga.
U nekim vojskama i jedinicama nekih vojski, puškomitraljezi se nose montirani na prikolici ili u kamioni.  Nekada, svi u postrojbi ili jedinici vojske imaju spremnik municije za jednog ili više strojničara koje uvijek nose, a nekada nose kutije metaka i za sebe i za strojničara za punjenje svih spremnika.
Neke puškostrojnice su postavljene na civilske kamijone kao improvizacija. Diverzijone grupe u bliskom istoku znaju montirati puškomitraljeze na svoje otvorene kamijone s tripod postavom, tako da strojničar može jako brzo napasti i pobjeći od neprijatelja.
Puškomitraljez otežava ili onemogućuje neprijateljima u zaklonu da uzvrate paljbu, što može služiti jednoj jedinici da se premjesti na način da može gađati i ubiti neprijatelje u zaklonu bez njihovog znanja. Najčešće se koristi puškomitraljez kada mete su u zaklonu ili ih ne možemo gađati precizno ili direktno.

## Povijest
Puškomitraljezi su bili prvo bili osposobljeni djelomice tijekom prvog svjetskog rata, kao francuski Chauchat mitraljez koji je jedan čovjek s pomoćnikom mogao prenositi, postaviti i ispaljivati rafalno, poznato nepouzdana strojnica koja je mogla nositi u spremniku samo 20 naboja!
Drugi prenosivi mitraljezi u to doba su bili MG 08/15 varijacija na tešku puškostrojnicu s postoljem MG 08. Hlađenje se postiglo svježom hladnom vodom koja bi se stavila oko cijevi. MG 08/15 je mogao prenositi jedan čovjek i pucati stojeći uspravno na svoje noge, ali je služio s pomoćnikom! Maximov top je poznata teška strojnica iz 1884, čiju licencu su kupili Rusko Carstvo i proizvodili do čak 1940-ih a i druge zemlje su napravile kopije Maximove puškostrojnice.
U drugom svjetskom ratu je počela potreba za puškomitraljezom koju jednostavno može brzo koristiti jedan čovjek bez puno koraka ili pomoći. 
Nijemci su stvorili puškostrojnice MG-34 i MG-42 s namjenom da vojnik se može postaviti na bilo što čvrsto i dati potporu, i s namjerom da se može koristiti u vozilima tako da se može mijenjati cijev u vozilu prilikom pregrijavanja. SAD je stvorio M1919A6 Browning puškomitraljez, gdje se cijev mijenjala s prednje strane strojnice.

## Galerija
- MG 08/15 strojnica, Njemačko Carstvo. 1915. 7,92x57mm Mauser
- FN Minimi strojnica, "M249 SAW", u SAD vježbi. Stvoren 1984. 5,56x45mm NATO
- Chauchat (Šouša) ili Mle 1915 CSRG, Francuska. 1915. g. 8mm Lebel
- Degtjareva Strojnica 1927 godine. 7,62x54mmR metak.
- Arisakina Japanska Puškostrojnica, Tip 99/96 proizvodnje s bajunetom i drškom. 7,7x58mm Arisaka
- M1919A6 Browningova puškostrojnica, 1943.-1960.-ih. ,30-06 Springfield
- BREN Drugi model. 1941. ,303 British
- Browningova Automatska Puška M1918 ,30-06. Springfield, 1918. g.
- Rheinmetall MG3 s pojasom municije, na osnovi MG42 za Njemačku vojsku. 7,62x51mm NATO